# Шералиев, Мурат Шералиевич
Мурат Шералиевич Шералиев (1916, пригород Ташкента — 15 февраля 1985, Ташкент) — советский государственный деятель (правоохранительная сфера и управление юстицией).

## Биография
Родился в 1916 году в кишлаке Джараиль. Окончил техникум Нархозучета, Самаркандский институт народного хозяйства имени Куйбышева, Московскую высшую школу милиции и Ташкентский юридический институт.
Начал карьеру как помощник уполномоченного в УНКВД Самаркандской области Узбекской ССР. Работал:
- с 1939 по 1941 начальником Каттакурганского районного отделения НКВД, Самаркандская область Узбекской ССР; начальником Ак-Дарьинского районного отделения НКВД [1]
- с 1941 по 1942 начальником особого отдела 99-й кавалерийской стрелковой дивизии
- с 1942 по 1945 заместителем начальника Самаркандского областного управления НКВД Узбекской ССР
- с 1945 по 1947 наркомом внутренних дел Кара-Калпакской АССР
- с 1947 по 1953 заместителем министра внутренних дел Узбекской ССР
- с 1953 по 1956 министром юстиции Узбекской ССР [2]
- с 1956 по 1958 прокурором Узбекской ССР
- с 1958 по 1971 начальником Управления внутренних дел Ташкентской области.

Участвовал в IV Всемирном конгрессе юристов в 1956 году от имени СССР  который проходил в Бельгии 
Умер 15 февраля 1985 года в Ташкенте. Похоронен на Чигатайском кладбище.

## Награды
Награжден рядом государственных наград, таких как  знак "Почетный чекист", 2 ордена «Красной Звезды», 2 «Знаками Почета», 15 медалями, 9 Почетными грамотами Верховного Совета и Государственными «Почетными знаками»